# Abalos Mensa
L'Abalos Mensa è una struttura geologica della superficie di Marte.